# Storia della Sicilia ebraica

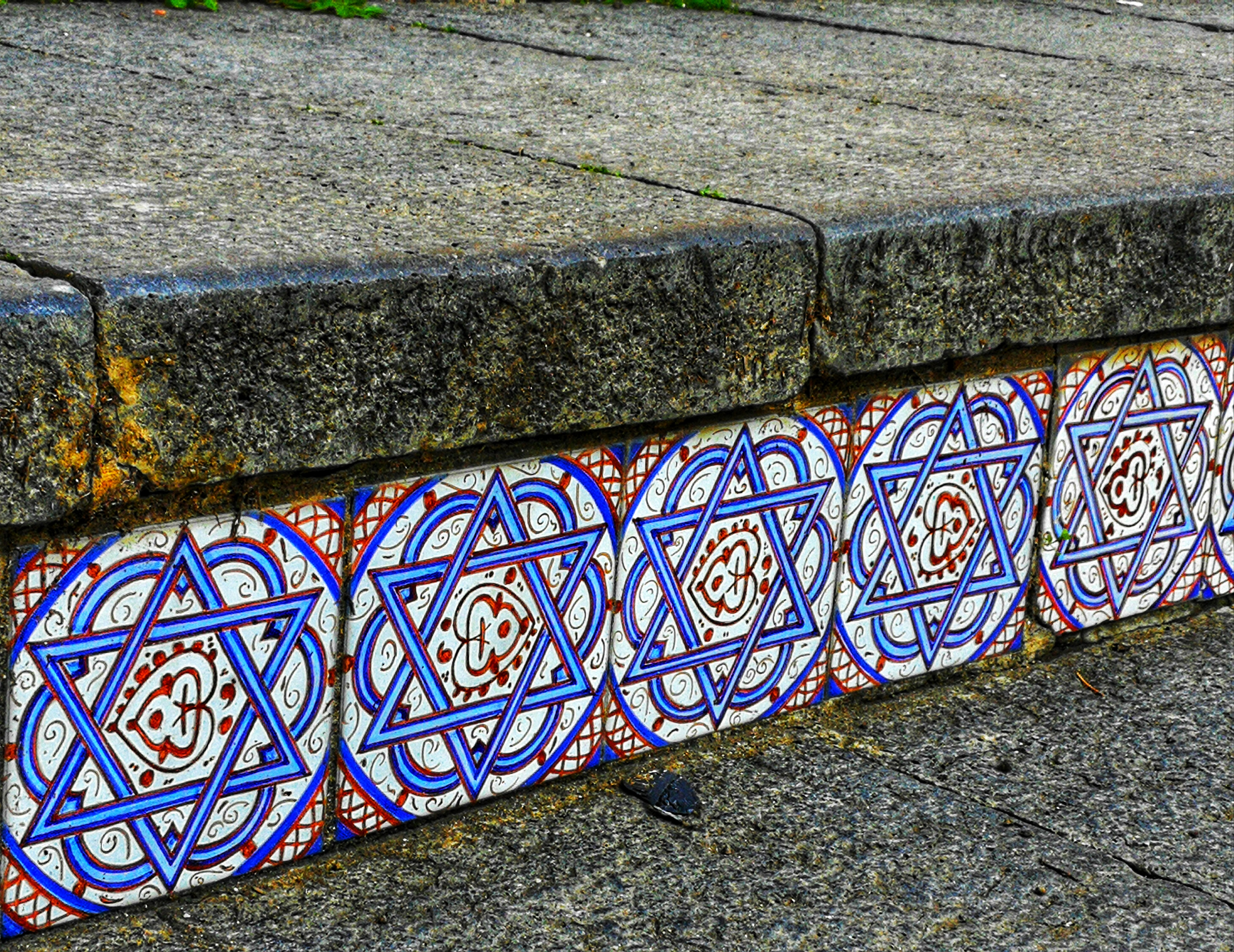
Piastrelle in ceramica di Caltagirone raffiguranti la stella di David, comunità ebraica di Caltagirone.

La storia della Sicilia ebraica tratta della presenza delle comunità ebraiche sull'isola, numerose fino al XVI secolo.

## Storia degli ebrei in Sicilia
La presenza degli ebrei in Sicilia è attestata dai reperti archeologici a partire dal III secolo a.C. Rabbi Akiva ha visitato la città di Siracusa durante uno dei suoi viaggi all'estero. Nel primi secoli dopo Cristo: alla fine del VI secolo tale presenza venne confermata da alcune lettere di papa Gregorio Magno.
Ma nel 1310 il Re di Sicilia Federico III adottò una politica restrittiva nei confronti degli ebrei, costretti a contrassegnare le loro vesti e le loro botteghe con la "rotella rossa". Inoltre vietò loro qualsiasi rapporto con i cristiani.
Nel 1470 si ha notizia di un provvedimento restrittivo nei confronti degli ebrei residenti in Savoca, avente per oggetto la sinagoga di quella città. Poiché detto edificio di culto sorgeva in un quartiere abitato da cristiani, perdipiù vicino a chiese (chiesa di San Michele) ed al "Palazzo della Curia" all'interno del quale avevano sede le magistrature municipali, nell'agosto 1470, venne confiscato su ordine del Viceré di Sicilia Lope III Ximénez de Urrea y de Bardaixi. Lo stesso viceré dispose che la sinagoga venisse edificata in altro luogo. La ragione di tale provvedimento è da ricercare nel fatto che i giudei savocesi, nell'officiare i loro riti, cantavano inni a voce talmente alta da disturbare le attività civili, giudiziarie e liturgiche dei cristiani che da lì a pochi passi si svolgevano. La sinagoga confiscata venne venduta ad un cittadino cristiano del luogo, tal Fulippu Sturiali (Filippo Sturiale in lingua moderna) che dovette pagare ai suoi concittadini giudei una somma pari a ¼ del valore dell'immobile e “consegnare o cedere” un fondo o un edificio su cui detti giudei avrebbero potuto edificare o trasferire la loro sinagoga. Fatto ciò, il nuovo acquirente trasformò l'edificio di culto in civile abitazione. Ancora oggi nel borgo medievale di Savoca sono presenti i ruderi di detta sinagoga.
Un altro provvedimento vicereale, avente ad oggetto i giudei residenti a Savoca, porta la data del 16 marzo 1490, con esso il Viceré di Sicilia Ferdinando de Acuña invitava gli ufficiali della città di Savoca a prevenire i tumulti di cristiani ai danni dei giudei durante la Settimana Santa; negli anni immediatamente precedenti, in occasione di detti tumulti, le case di numerosi giudei savocesi erano state fatte bersaglio di lancio di pietre che avevano infranto finestre e tetti.
Nel 1474 si verificarono due gravissimi eccidi: a Modica, dove, secondo alcuni le vittime sarebbero state addirittura 470 (per altri, in maggioranza, 360 circa), in un periodo ancora incerto, compreso tra il 15 agosto ed il 18 settembre e a Noto, dove si contarono almeno diciotto morti.
Gli ebrei furono rivalutati da re Alfonso, che concesse loro diritti rimasti in vigore fino al momento della loro espulsione dalla Sicilia, decretata da Ferdinando II di Sicilia e da Isabella di Castiglia nel 1492.
La presenza ebraica in Sicilia era molto ampia e si pensa che alla fine del XV secolo fosse composta da circa 25.000 unità. Nel 1454 si contavano 44 comunità. Le più ampie erano a Palermo, Siracusa e Agrigento, che avevano circa 5000 ebrei ciascuna, Catania, Trapani, Marsala, Sciacca e Messina, che contavano più di 2000 ebrei ciascuna e tra 100 e 1000 ebrei le comunità ebraiche di Caltagirone, Modica, Ragusa, Randazzo, Savoca, Limina, Piazza Armerina, Mineo ed altre.

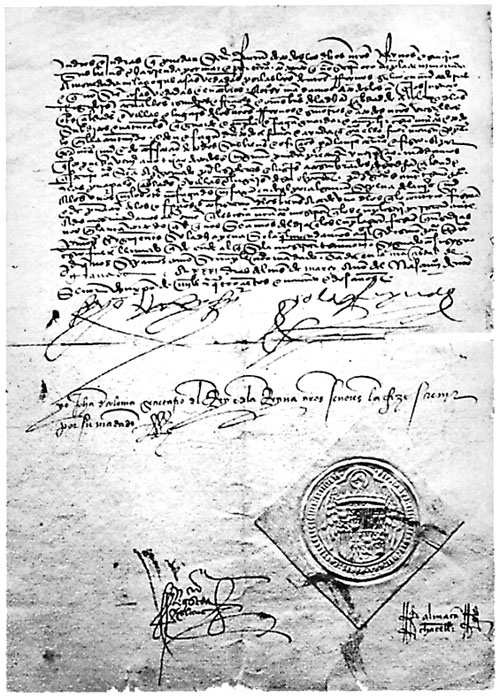
Decreto dell'Alhambra di espulsione degli ebrei dai regni spagnoli.

Ciascuna comunità ebrea della Sicilia era chiamata aliama o giudaica (Judaica) o giudecca. Tali comunità, nel tardo medioevo, godevano di una propria autonomia politica, amministrativa, giudiziaria e patrimoniale; provvedevano all'imposizione e alla riscossione delle imposte, e svolgevano servizi fondamentali (come la scuola, il notariato, l'ospedale, il cimitero, il macello e l'assistenza ai più bisognosi). Ogni giudaica aveva un organo deliberativo rappresentato dal consiglio regionale, che a sua volta eleggeva i proti (che formavano l'organo esecutivo) e il comitato delle imposte (che ripartiva tra le famiglie l'onere dei donativi da versare all'erario). Altri ruoli venivano esercitati dallo shochet (addetto al macello), dal mohel (colui che operava la circoncisione) e dagli shammashim (che si curavano della sinagoga). Il re Martino I di Sicilia, nel 1396, nominò un giudice universale ebreo con l'intento di centralizzare il governo di tutte le comunità ebree siciliane. Ma la carica del dienchelele venne soppressa nel 1447: in seguito a questa data la giurisdizione degli ebrei venne affidata dapprima al Mastro Secreto del Regno (conferita nel 1474 al signore di Bivona Sigismondo de Luna), poi al Consiglio Generale ebraico. Nel 1492 gli ebrei non convertiti furono espulsi dall'isola con il decreto dell'Alhambra.

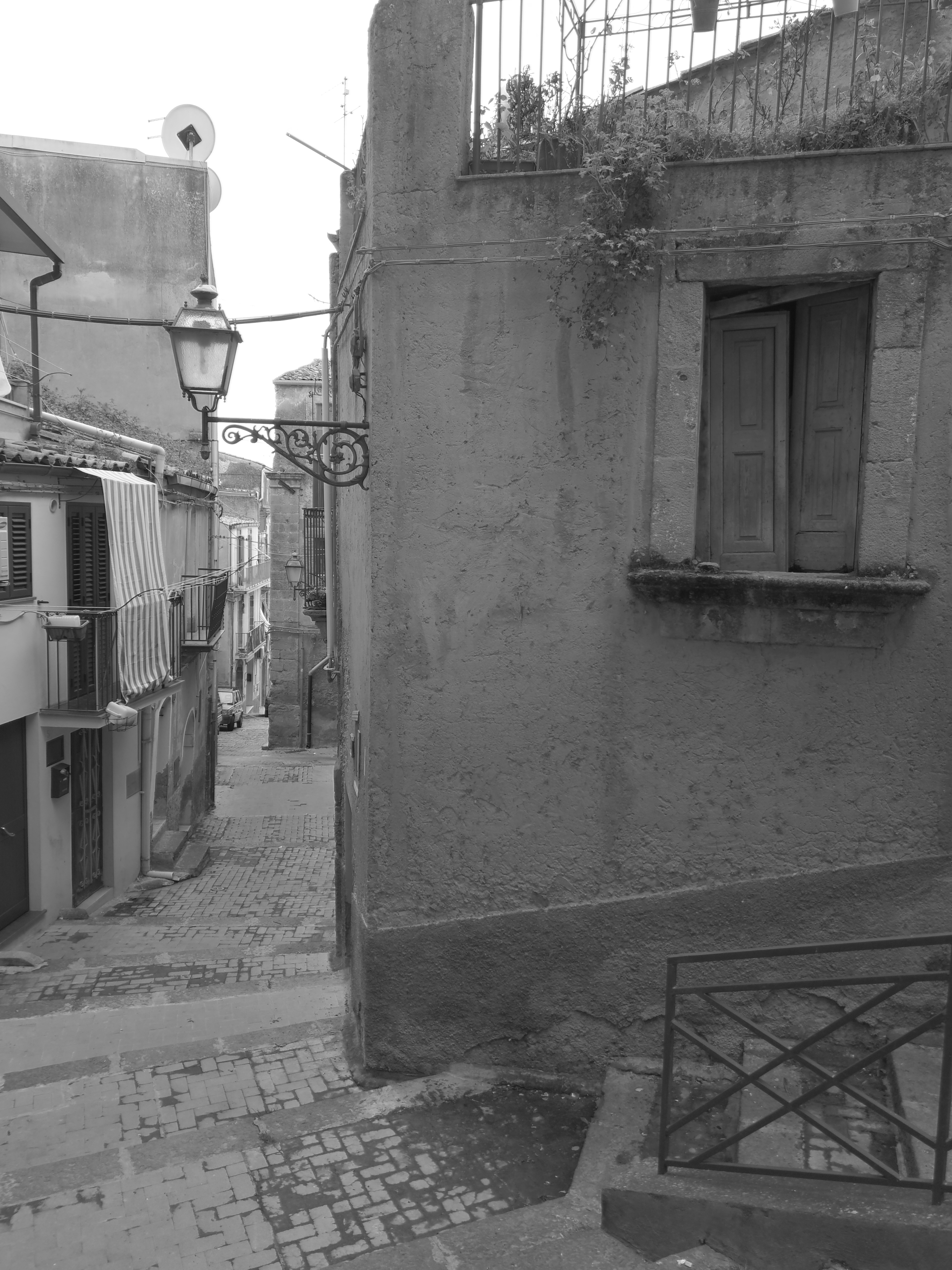
Ingresso della Giudecca di Caltagirone

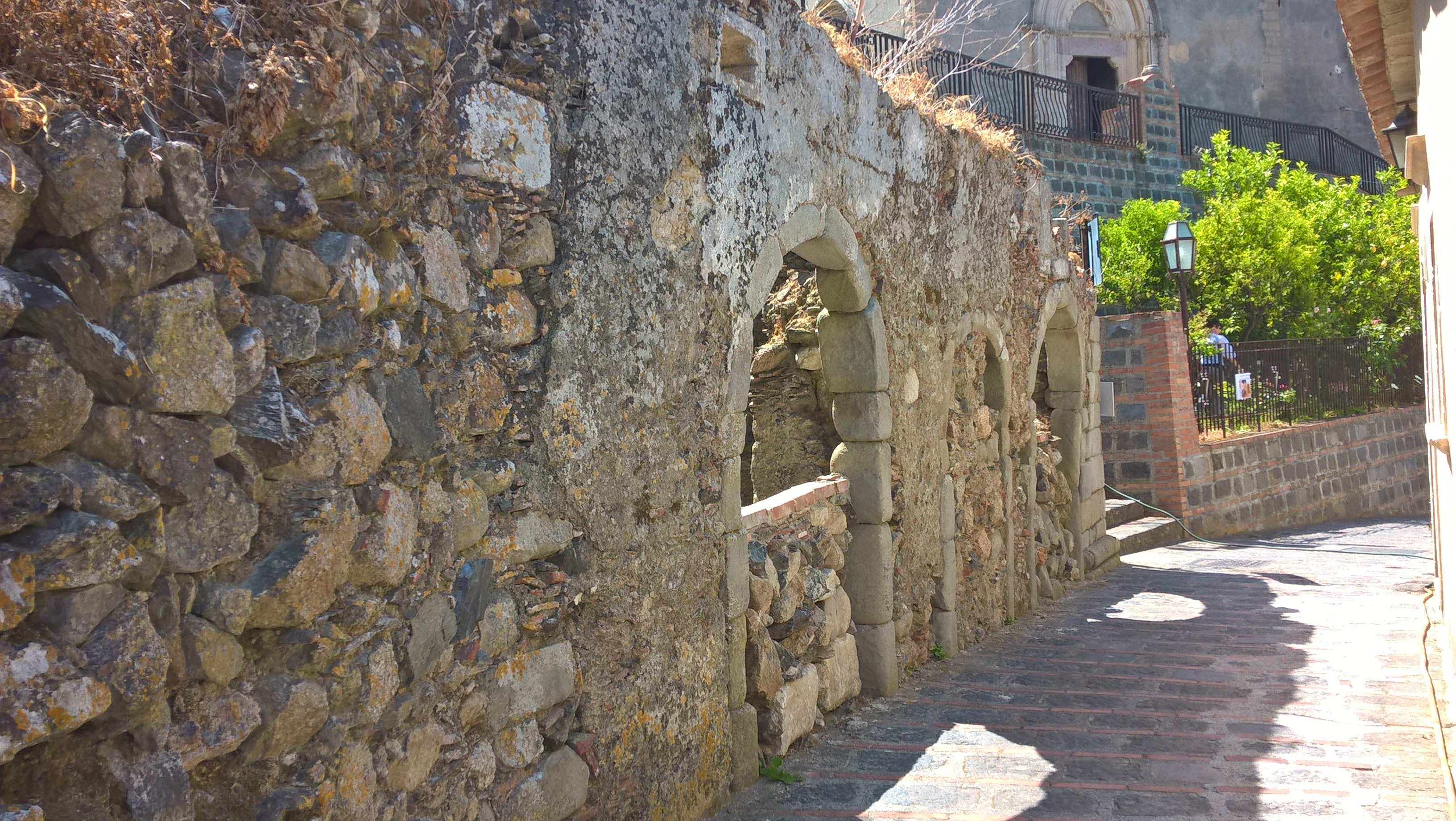
Rovine della sinagoga di Savoca, sita nel centro storico di Savoca

In seguito all'espulsione degli ebrei dalla Sicilia, decretata da Ferdinando II di Sicilia e da Isabella di Castiglia nel 1492, una parte della comunità che si era rifugiata nell'Italia meridionale, trovò protezione sotto Ferdinando I di Napoli. Alla morte di quel sovrano e alla conseguente occupazione spagnola videro la propria sorte capovolgersi e lo stesso re di Spagna il 23 novembre 1510 emise un ulteriore atto di espulsione degli ebrei da tutta l'Italia del Sud evitabile solo con il pagamento di 300 ducati.
Di lì a poco neanche gli ebrei convertiti poterono rimanere in Sicilia e in Italia meridionale in quanto nel maggio 1515 un altro atto spingeva gli ebrei convertiti ad abbandonare il regno.

## Oggi
Nel 2011, per la prima volta dopo il 1492, a Palermo è stato ufficialmente celebrato un Bar mitzvah . Il 12 gennaio 2017 l'arcivescovo di Palermo, Corrado Lorefice, dona all'Unione delle comunità ebraiche l'oratorio di Santa Maria del Sabato per farne la nuova sinagoga 

## Bibliografia

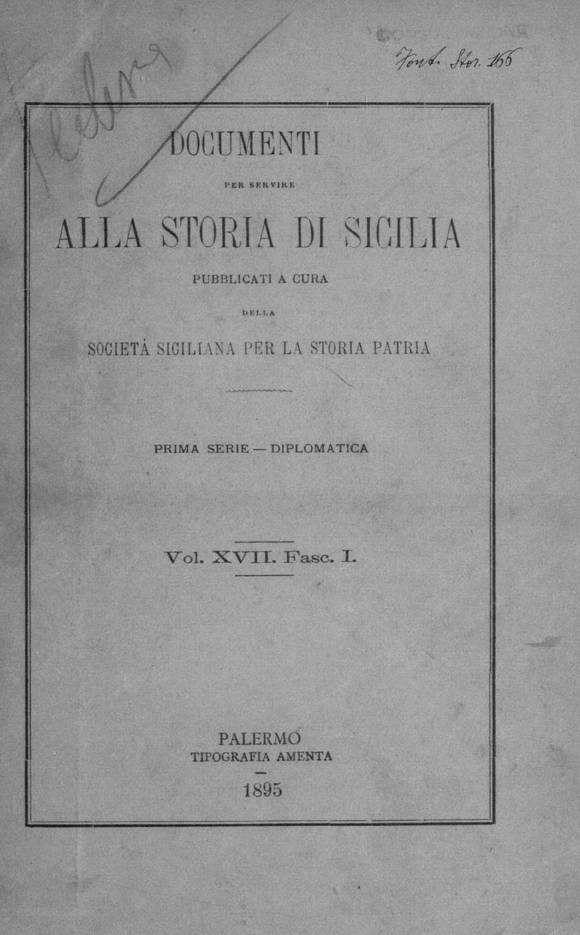
Codice diplomatico dei Giudei di Sicilia, 1895